# Algherees

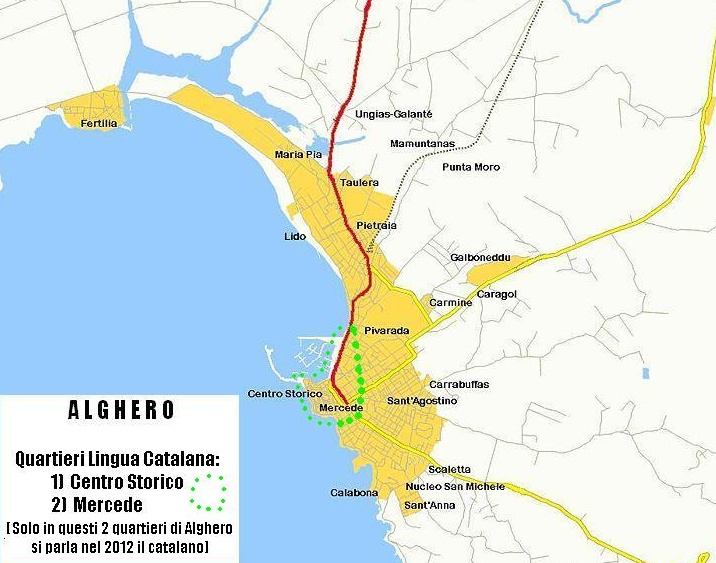
Algherees in de havenstad Alghero

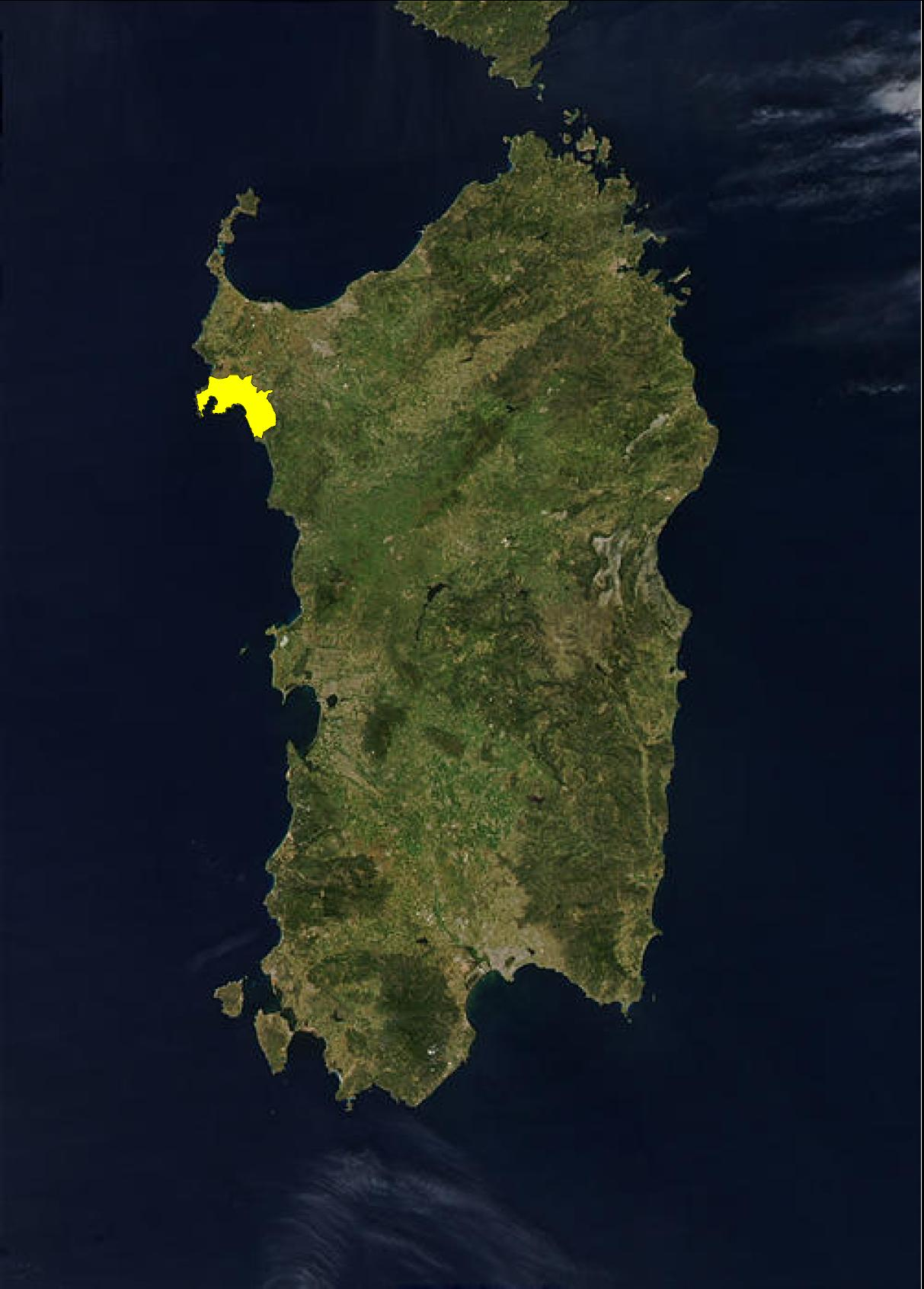
Het eiland Sardinië met (in het geel) het Algherees taalgebied

Het Algherees (Algherees: Alguerés, Standaardcatalaans: Alguerès) is een variëteit van het Catalaans die gesproken wordt in de havenstad Alghero (Catalaans: L'Alguer, Sardijns: S'Alighèra) in het noordwesten van het Italiaanse eiland Sardinië. 
Volgens een taalkundig onderzoek uit 2004 spreekt 22,4% van de inwoners van Alghero het Algherees als eerste taal en kan 90,1% van de bevolking ten minste een beetje de taal spreken.

## Geschiedenis
Nadat Catalaanse veroveraars in 1372, na meerdere opstanden, de inheemse Sardijnse bevolking uit de stad hadden verjaagd, werd de stad door Catalanen opnieuw bevolkt.
Het Catalaans werd in het begin van de achttiende eeuw, na de Spaanse Successieoorlog, als officiële taal vervangen door het Spaans en later door het Italiaans, maar het Catalaans bleef wijdverbreid tot ten minste de jaren zestig. 
Aan het begin van de eenentwintigste eeuw heeft het een semi-officiële status. Het staat bijvoorbeeld zij aan zij met het Italiaans op de officiële website van de stad.

## Verschillen met het Centraal-Catalaans
De Algherese variëteit van het Catalaans wordt onder de Oost-Catalaanse variëteiten gerekend en toont vele verschillen met het Centraal-Catalaans. Zo kent o.a. een groot aantal leenwoorden en leenvertalingen uit het Sardijns, Italiaans en Spaans.
Talen: Algherees · Arbëresh · Arpitaans · Duits · Emiliaans · Frans · Friulisch · Gallurese · Griko · Italiaans · Ladinisch · Ligurisch · Napolitaans · Ouddalmatisch · Piëmontees · Romagnools · Sardijns · Siciliaans · Sloveens · Valdostaans · Venetiaans